# メガボックス
メガボックス(MEGABOX)は、メガデスが1993年に発表したCD五枚組のボックス・セット。日本独自の企画盤である。
特典として文房具セットやステッカーなどが付いていた。

## 収録曲

### Disc 1
1. ウェイク・アップ・デッド
2. グッド・モーニング／ブラック・フライデイ
3. 悪魔島
4. メリー・ジェーン
5. フック・イン・マウス
6. マイ・ラスト・ワーズ

### Disc 2
1. ノー・モア・ミスター・ナイス・ガイ
2. アナーキー・イン・ザ・U.K.
3. ライアー
4. 502

### Disc 3
1. ホリー・ウォーズ
2. ルクレツィア
3. インタヴュー・ウィズ・デイヴ・ムステイン
4. ハンガー18 （AORエディット）
5. ハンガー18
6. 殺しの呪文
7. フック・イン・マウス

### Disc 4
1. 狂乱のシンフォニー
2. ピース・セルズ
3. イン・マイ・ダーケスト・アワー
4. フォアクロージャー・オブ・ア・ドリーム
5. 狂乱のシンフォニー （エクステンディッド・グリストル・ミックス）
6. ホリー・ウォーズ （ジェネラル・シュワルツコフ・ミックス）

### Disc 5
1. スキン・オー・マイ・ティース
2. ルクレツィア
3. スキン・オー・マイ・ティース
4. スウェティング・バレッツ
5. スウェティング・バレッツ（ライヴ）
6. アッシュズ・イン・ユア・マウス
7. 破滅へのカウントダウン